# Distrikt La Huaca
Der Distrikt La Huaca liegt in der Provinz Paita der Region Piura in Nordwest-Peru. Der Distrikt wurde am 21. Juni 1825 gegründet. Er hat eine Fläche von 575 km². Beim Zensus 2017 lebten 12.950 Einwohner im Distrikt. Im Jahr 1993 betrug die Einwohnerzahl 9164, im Jahr 2007 10.867. Verwaltungssitz ist die 22 m hoch gelegene Kleinstadt La Huaca mit 4387 Einwohnern (Stand 2017). La Huaca liegt am Südufer des Río Chira etwa 25 km nordöstlich der Provinzhauptstadt Paita sowie knapp 50 km nordwestlich der Regionshauptstadt Piura.

## Geographische Lage
Der Distrikt La Huaca liegt im Osten der Provinz Paita. Der Distrikt erstreckt sich über die Küstenwüste von Nordwest-Peru. Der Río Chira verläuft entlang der nördlichen Distriktgrenze nach Westen. Die Längsausdehnung in Nord-Süd-Richtung beträgt knapp 40 km, die maximale Breite etwa 20 km. Im Norden wird zum Teil bewässerte Landwirtschaft betrieben. Den wüstenhaften Süden des Distrikts durchquert die Straße Paita–Piura in West-Ost-Richtung. Im Norden verläuft die Straße von Paita nach Sullana, ebenfalls in West-Ost-Richtung. Entlang dieser befinden sich die Siedlungsgebiete des Distrikts. 
Der Distrikt La Huaca grenzt im Westen an den Distrikt Paita, im Nordwesten an die Distrikte Colán, El Arenal, Amotape und Tamarindo, im Norden an den Distrikt Ignacio Escudero (Provinz Sullana), im äußersten Nordosten an den Distrikt Marcavelica (ebenfalls in der Provinz Sullana), im Osten an den Distrikt Miguel Checa (ebenfalls in der Provinz Sullana) sowie im Süden an den Distrikt La Unión (Provinz Piura).

## Ortschaften im Distrikt
Neben La Huaca gibt es noch folgende Kleinstädte und größere Ortschaften im Distrikt:
- 31 de Octubre–Fatima (943 Einwohner)
- El Porton (230 Einwohner)
- Macacara (662 Einwohner)
- Miraflores (590 Einwohner)
- Nomara (800 Einwohner)
- Pucusula (352 Einwohner)
- Viviate (4666 Einwohner)